# Bremszettel

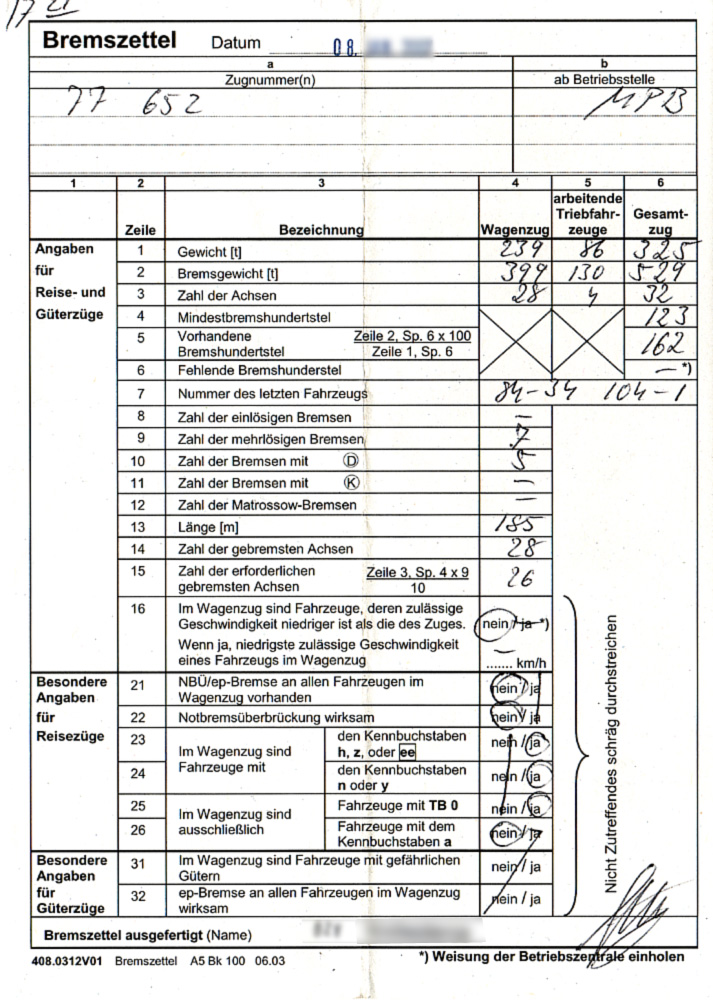
Ein Bremszettel der DB AG nach offiziellem Vordruck BRW.4312V01

Der Bremszettel ist ein bahnbetrieblicher Vordruck über verschiedene Angaben zur Bremsart und -leistung des Zuges. Er muss vor der Zugfahrt im Regelfall durch den Zugführer ausgefüllt und stets mitgeführt werden.

## Allgemeines
Aus dem Bremsgewicht des Zuges und der Zugmasse (beide angegeben in Tonnen), wird das Bremsvermögen des Zuges, die sogenannten Bremshundertstel, errechnet und mit den für die jeweilige Strecke erforderlichen Mindest-Bremshundertstel verglichen. Weist ein Zug weniger Bremshundertstel als erforderlich auf, darf der Zug die Strecke entweder gar nicht oder nur auf Anweisung mit verminderter Höchstgeschwindigkeit befahren.
Zusätzlich enthält der Bremszettel weitere Informationen für den Triebfahrzeugführer wie die Art der Bremsausstattung (einlösiges oder mehrlösiges Steuerventil, das Vorhandensein von Klotz- oder Scheibenbremsen), Angaben über die Abfertigungsverfahren, die Notbremsüberbrückung (NBÜ) und elektropneumatische Bremsen (ep) oder Kennzeichnung von gefährlichen Gütern. Immer enthalten ist die vollständige UIC-Nummer des letzten Fahrzeuges, um eventuelle Zugtrennungen frühzeitig bemerken zu können.

## Verzicht
Auf die Erstellung eines täglichen Bremszettels kann verzichtet werden, wenn alle notwendigen Angaben auf den Displays im Führerraum angezeigt werden oder sich die Wagenzusammenstellung, wie z. B. beim ICE, nicht ändert. In diesem Fall ist ein vorgegebener Bremszettel (sogenannter „Dauerbremszettel“) im Führerstand vorhanden bzw. im Zugrechner eingegeben. Es muss dann nur in Ausnahmefällen ein Bremszettel erstellt werden.
Lokzüge, die ausschließlich aus arbeitenden Lokomotiven gebildet wurden und keine Reisende befördern, benötigen keinen Bremszettel.